# Jacob Pynas

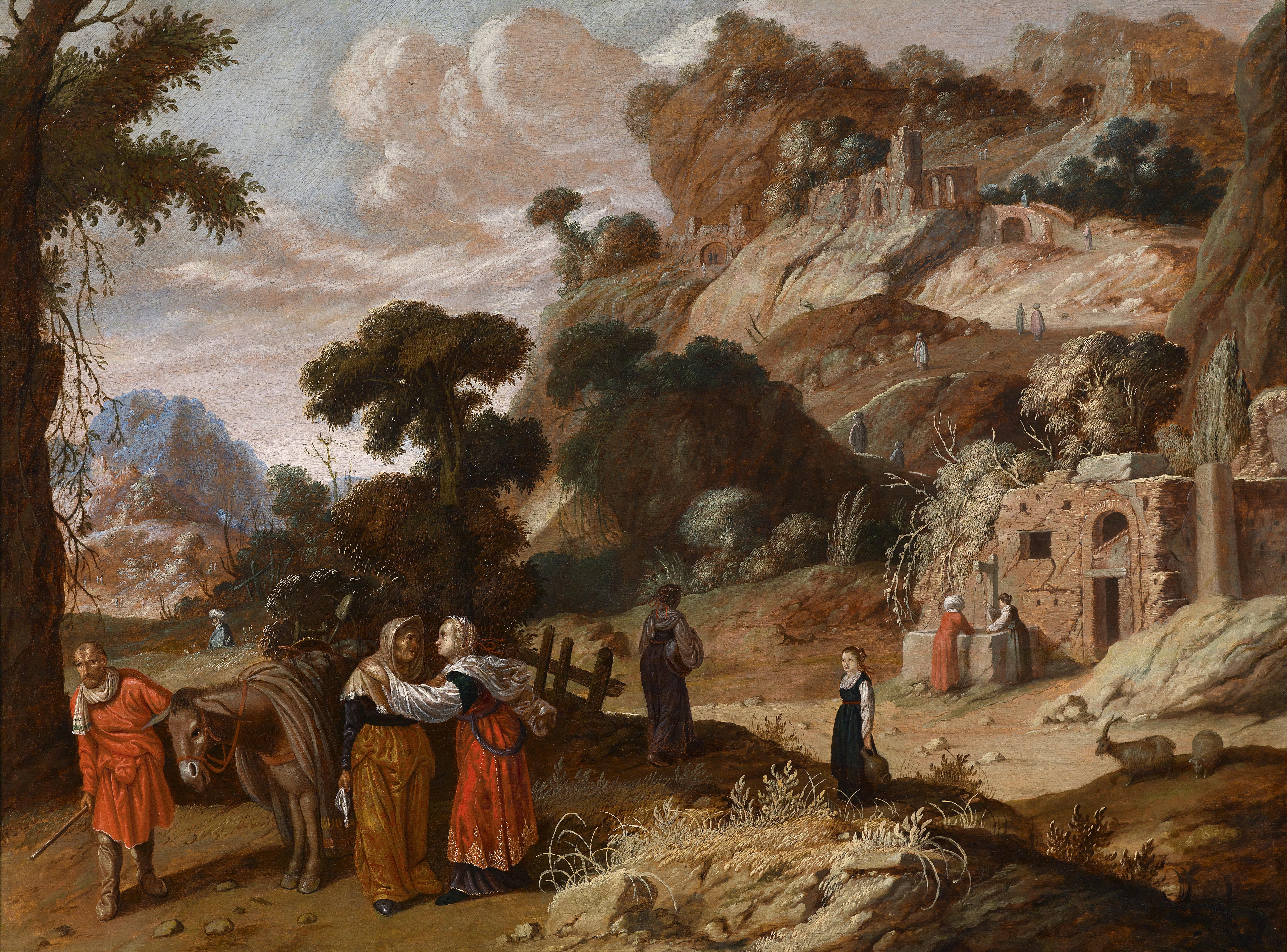
Jacob Pynas: Rut úgy dönt, hogy Naomi menjen Betlehembe (1650)

Jacob Symonsz. Pynas (Amszterdam?, 1592/95 között – ?, 1656. december) a holland festészet aranykorának festője.

## Életútja
Atyja Symon Jansz. Brouwer nagykereskedő, aki Alkmaar-ból Amszterdamba költözött 1590-ben. Bátyjával, Jan Pynas /teljes neve: Jan Symonsz. Pynas/ (Alkmaar, 1583. körül - Amszterdam, 1631. december 27.) festővel tapasztalatszerzés céljából feltehetően együtt jártak Itáliában 1605 és 1608 között. Itt találkoztak Pieter Lastman és Adam Elsheimer, valamint talán Carlo Saraceni művészetével.
Holland földre visszatérve főleg Delftben éltek és alkottak, de dolgoztak Hágában és Amszterdamban is, itt találkozott velük 1623-24-ben a diák Rembrandt, kinek művészeti fejlődésére nagy hatással voltak. A két testvér, Jacob Pynas és Jan Pynas témaválasztása és stílusa igen hasonlatos, még nevük is teljesen egyforma lerövidítve, ha így írják alá képeiket: J. Pynas.

## Munkássága
Jacob Pynas főleg tájképeket festett leginkább Adam Elsheimer modorában. Bibliai és mitológiai jeleneteket is festett, ezen képeinél testvére Jan Pynas és Pieter Lastman, Paul Bril nyomdokain haladt. Mindezzel együtt, hogy különböző egyéni stílusokból merített ihletet, képein ezen egyéni stílusok holland festési stílussá fuzionáltak.

## Galéria

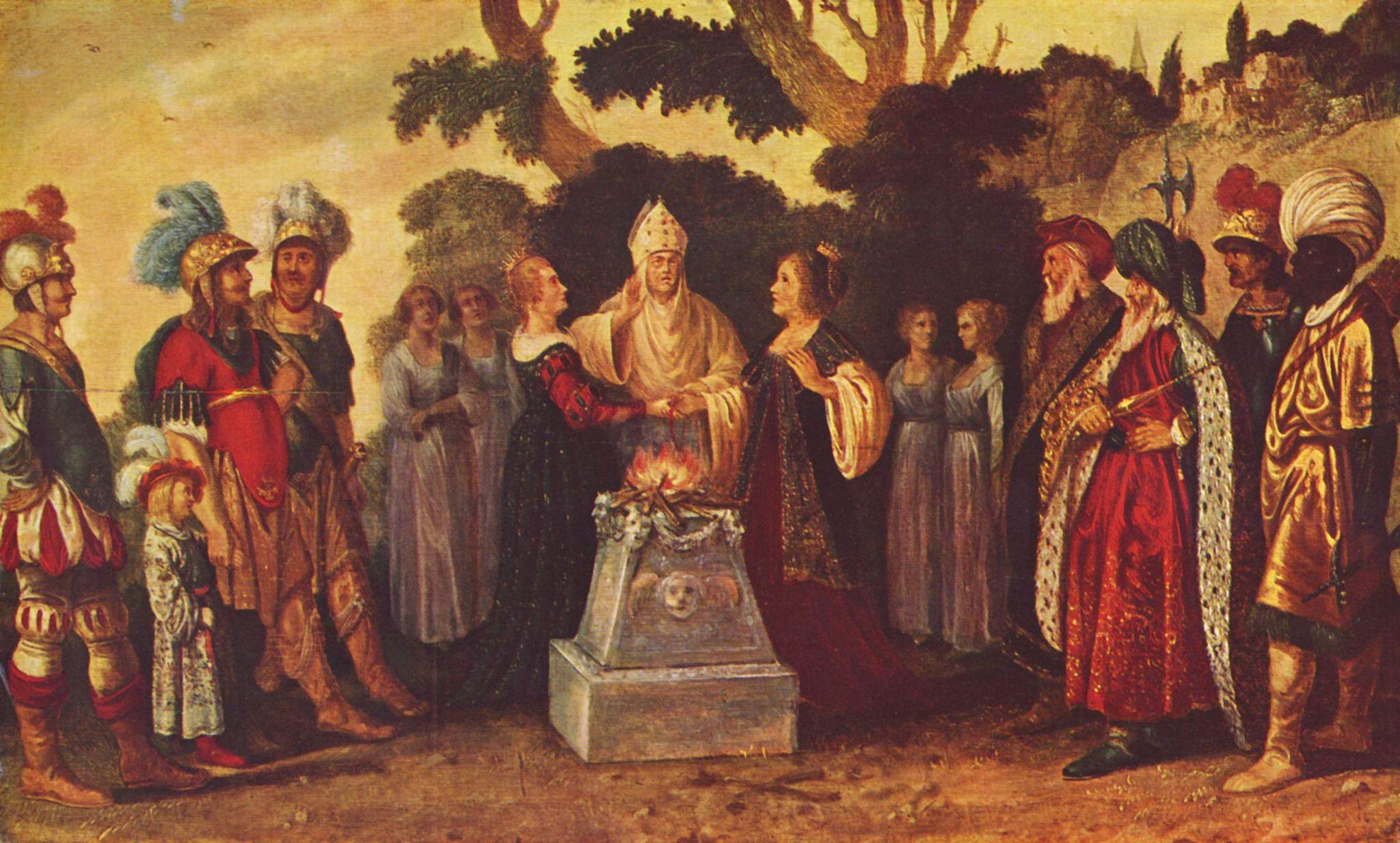
Jan Pynas: Történelmi allegória (1600-1610 között, Szépművészeti Múzeum, Budapest)
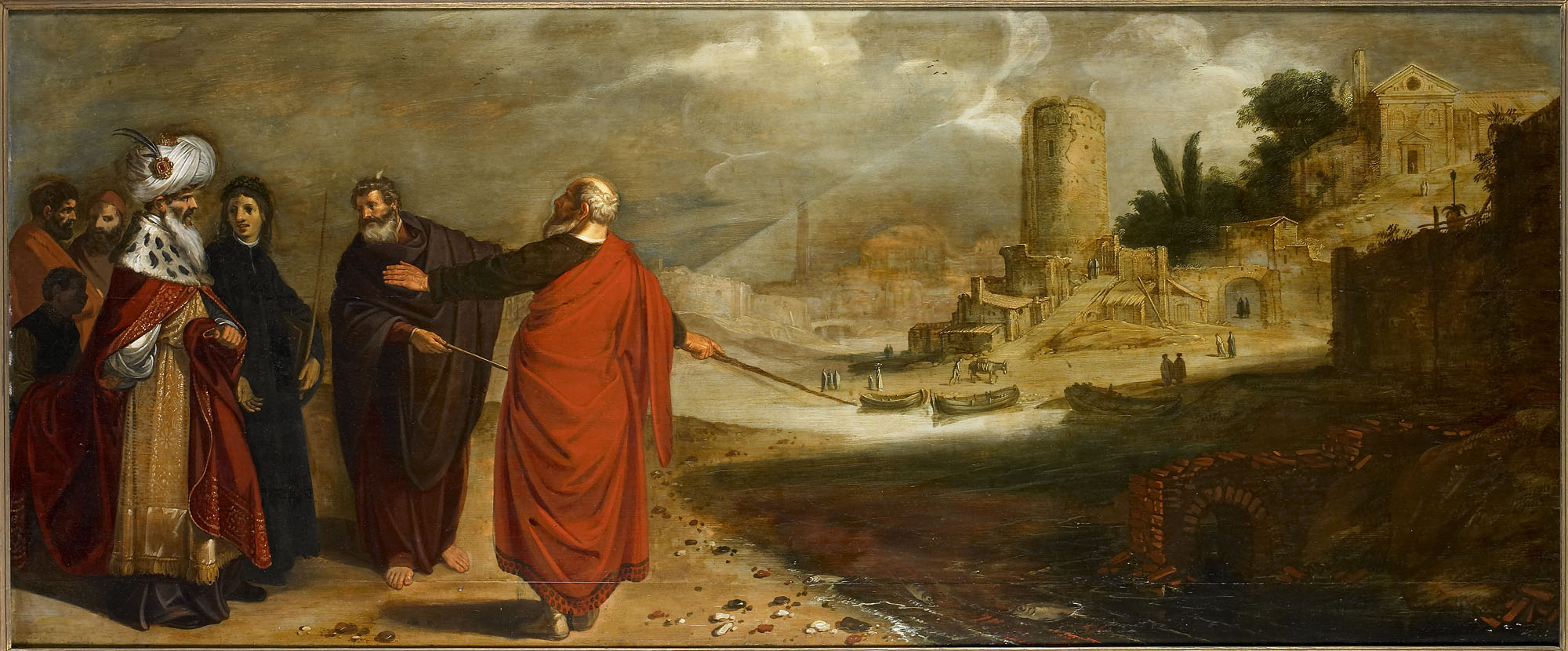
Jan Pynas:Áron a Nílus vizét vérré változtatja (1610, Rijks-múzeum, Amszterdam)
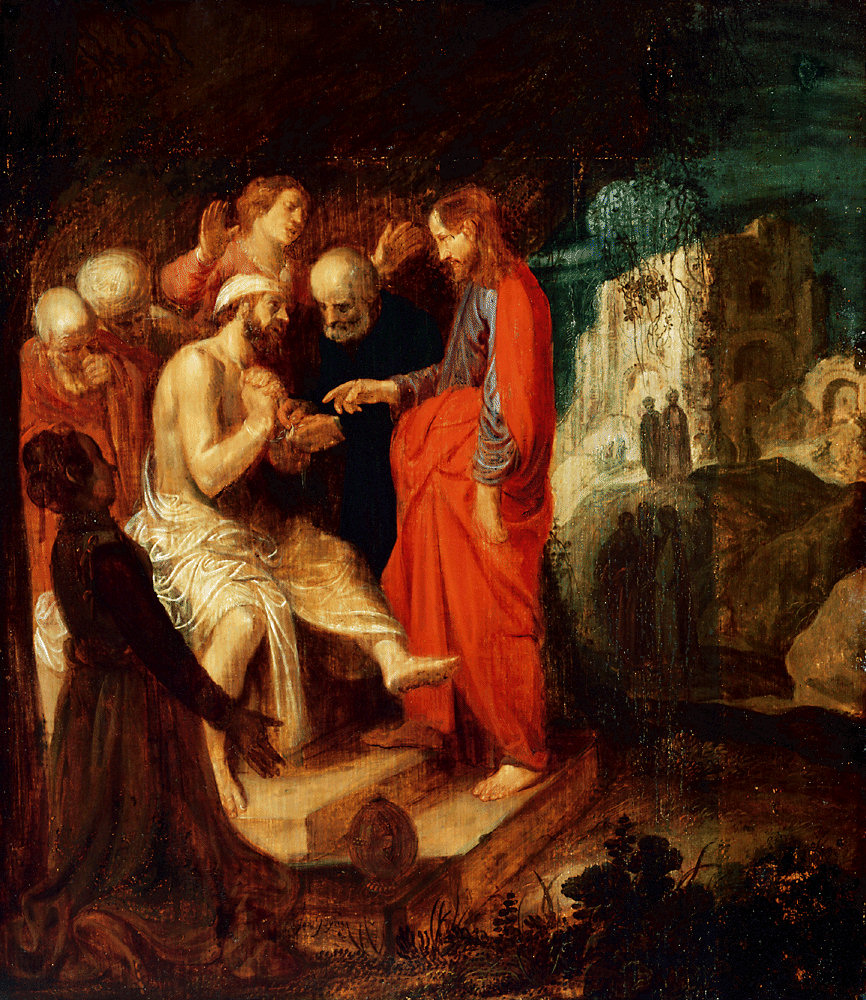
Jan Pynas: Lázár feltámasztása (1650, Philadelphia Museum of Art, Commonwealth of Pennsylvania)
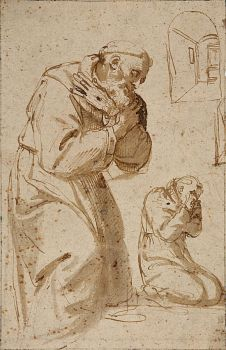
Jan Pynas: Rajz Assisi Szent Ferenc ábrázolásához (1600 körül)
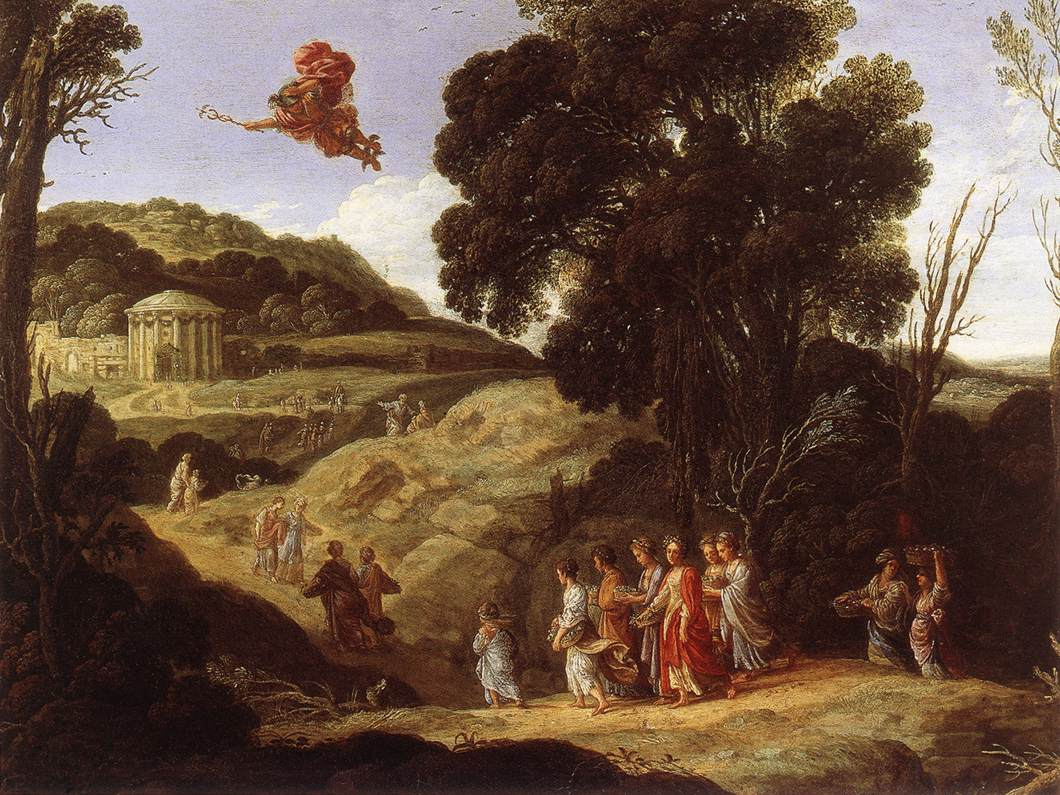
Jacob Pynas: Mercurius és Herse (1637, Uffizi, Firenze)